# كارل سوفانكا
كارل سوفانكا Karl Sovanka (1893 – 1961) رسام ونحات سلوفاكي. اكتسب شهرى عالمية لرسوماته للحيوانات ورحلات الصيد. من أشهر لوحاته «الريف في تاتراس».